# Lantana undulata
Lantana undulata là một loài thực vật có hoa trong họ Cỏ roi ngựa. Loài này được Schrank mô tả khoa học đầu tiên năm 1822.